# Paralisia periódica tirotóxica
A paralisia periódica tirotóxica ou tireotóxica (PPT) é uma condição que apresenta ataques de fraqueza muscular na presença de hipertireoidismo (hiperatividade da glândula tireoide). A hipocaliemia (a diminuição do nível de potássio no sangue) geralmente está presente durante os ataques. A condição pode ser fatal se a fraqueza dos músculos respiratórios levar à insuficiência respiratória, ou se os baixos níveis de potássio levarem a arritmias cardíacas (irregularidades na frequência cardíaca). Se não for tratada, torna-se naturalmente recorrente.
A condição tem sido associada a mutações genéticas em genes que codificam certos canais iônicos que transportam eletrólitos (sódio e potássio) através das membranas celulares. As principais são a subunidade α1 do canal de cálcio tipo L e o retificador interno de potássio 2.6; é, portanto, classificado como uma canalopatia. Acredita-se que a anormalidade no canal conduza a mudanças de potássio nas células, sob condições de altos níveis de tiroxina (hormônio tireoidiano), geralmente com um precipitante adicional.
O tratamento da hipocalemia, seguido pela correção do hipertireoidismo, leva à resolução completa dos ataques. Ocorre predominantemente em homens de ascendência chinesa, japonesa, vietnamita, filipina e coreana. A PPT é uma das várias condições que podem causar paralisia periódica.

## Sinais e sintomas
Um ataque geralmente começa com dores musculares, cãibras e rigidez. Isto é seguido por fraqueza ou paralisia que tende a se desenvolver rapidamente, geralmente no fim da tarde ou nas primeiras horas da manhã. A fraqueza é geralmente simétrica; os músculos dos membros mais próximos do tronco (proximal) são predominantemente afetados, e a fraqueza tende a começar nas pernas e se espalhar para os braços. Músculos da boca e garganta, olhos e respiração geralmente não são afetados, mas ocasionalmente a fraqueza dos músculos respiratórios pode causar insuficiência respiratória com risco de vida. Os ataques geralmente desaparecem dentro de algumas horas a vários dias, mesmo na ausência de tratamento. No exame neurológico durante um ataque, observa-se fraqueza flácida dos membros; reflexos geralmente são diminuídos, mas o sistema sensorial não é afetado. O estado mental não é afetado.
Os ataques podem ser causados por exercício físico, consumo de álcool ou ingestão de alimentos ricos em carboidratos ou sal. Isso pode explicar por que os ataques são mais comuns no verão, quando mais pessoas bebem bebidas açucaradas e praticam exercícios. Ataques relacionados ao exercício tendem a ocorrer durante um período de descanso imediatamente após o exercício; o exercício pode, portanto, ser recomendado para abortar um ataque.
Pode haver sintomas de hiperatividade da tireoide, como perda de peso, ritmo cardíaco acelerado, tremor e transpiração; mas tais sintomas ocorrem em apenas metade de todos os casos. O tipo mais comum de hipertireoidismo, a doença de Graves, pode causar problemas oculares (oftalmopatia de Graves) e alterações na pele das pernas (mixedema pré-tibial). A doença da tireoide também pode causar fraqueza muscular na forma de miopatia tireotóxica, mas isso é constante e não episódico.

## Causas

### Genética
Mutações genéticas na subunidade α1 do canal de cálcio tipo L (Cav1.1) foram descritas em chineses do sul com PPT. As mutações estão localizadas em uma parte diferente do gene daqueles descritos na condição relacionada à paralisia periódica familiar. Na PPT, as mutações descritas são polimorfismos de nucleotídeo único localizados no elemento de resposta hormonal responsivo ao hormônio tireoidiano, implicando que a transcrição do gene e a produção de canais iônicos podem ser alteradas pelo aumento dos níveis dos hormônios tireoidianos. Além disso, foram relatadas mutações nos genes que codificam para o canal controlado por voltagem de potássio, subfamília relacionada com Shaw, membro 4 (Kv3.4) e proteína de canal de sódio tipo 4 subunidade alfa (Na41.4).
Das pessoas com paralisia periódica tirotóxica, 33% de várias populações demonstraram ter mutações em KCNJ18, o gene que codifica Kir2.6, um canal retificador interno de íons de potássio. Este gene também abriga um elemento de resposta da tireoide.
Certas formas de antígeno leucocitário humano (ALH) — especialmente B46, DR9, DQB1*0303, A2, Bw22, AW19, B17 e DRW8 — são mais comuns na PPT. A ligação a formas particulares de ALH, que desempenham um papel central na resposta imune, pode implicar uma causa do sistema imunológico, mas é incerto se isso causa diretamente a paralisia periódica tirotóxica ou se aumenta a suscetibilidade à doença de Graves, uma conhecida doença autoimune.

### Doença da tireoide
A forma subjacente mais comum da doença da tireoide associada à PPT é a doença de Graves, uma síndrome causada por uma reação auto-imune que leva à superprodução do hormônio tireoidiano. A paralisia periódica tirotóxica também tem sido descrita em pessoas com outros problemas da tireoide, como tireoidite, bócio nodular tóxico, adenoma tóxico, adenoma hipofisário produtor de TSH, ingestão excessiva de tiroxina ou iodo e hipertireoidismo induzido por amiodarona.

## Mecanismo

A bomba sódio-potássio mantém os gradientes normais de sódio e potássio entre as células e o fluido extracelular, gastando o ATP de combustível celular ao fazê-lo

A fraqueza muscular e o aumento do risco de batimento cardíaco irregular na PPT resultam de níveis marcadamente reduzidos de potássio na corrente sanguínea. O potássio não se perde de fato do corpo, mas a atividade aumentada de bomba sódio-potássio (Na+/ K+ ATPase; a enzima que move o potássio para as células e mantém o sódio no sangue) leva à substituição do potássio em tecidos, e esgota a circulação. Em outros tipos de desequilíbrio de potássio, o equilíbrio ácido-base é geralmente perturbado, com alcalose metabólica e acidose metabólica frequentemente presentes. Na PPT, estas perturbações são geralmente ausentes. A hipocalemia leva à hiperpolarização das células musculares, tornando a junção neuromuscular menos responsiva aos impulsos nervosos normais e levando à diminuição da contratilidade dos músculos.
Não está claro como os defeitos genéticos descritos aumentam a atividade da Na+/ K+ ATPase, mas suspeita-se que a enzima se torne mais ativa devido ao aumento dos níveis dos hormônios tireoidianos. O hipertireoidismo aumenta os níveis de catecolamina (como a adrenalina) no sangue, aumentando a atividade da Na+/ K+ ATPase. A atividade enzimática é então aumentada ainda mais pelas causas precipitantes. Por exemplo, o aumento da ingestão de carboidratos leva ao aumento dos níveis de insulina; isto é conhecido por ativar a Na+/ K+ ATPase. Uma vez que o precipitante é removido, a atividade da enzima retorna aos níveis normais. Tem sido postulado que os hormônios masculinos aumentam a atividade da Na+/ K+ ATPase, e isso explica por que homens correm mais risco de PPT, apesar de a doença da tireoide ser mais comum em mulheres.
A PPT é considerada um modelo para condições relacionadas, conhecidas como "canalopatias", que têm sido associadas a mutações nos canais iônicos; a maioria dessas condições ocorre episodicamente.

## Diagnóstico
A hipocaliemia (baixos níveis de potássio no sangue) geralmente ocorre durante os ataques; níveis abaixo de 3.0 mmol/l são tipicamente encontrados. Níveis de magnésio e fosfato são frequentemente diminuídos. Os níveis de creatinofosfoquinase são elevados em dois terços dos casos, geralmente devido a um certo grau de lesão muscular; elevações graves sugestivas de rabdomiólise (destruição do tecido muscular) são raras. A eletrocardiografia (ECG/EKG) pode mostrar taquicardia (uma frequência cardíaca acelerada) devido à doença da tireoide, anormalidades decorrentes de arritmia cardíaca (fibrilação auricular, taquicardia ventricular) e alterações de condução associadas à hipocaliemia (ondas U, alargamento do QRS, prolongamento do QT e aplainamento da onda T). A eletromiografia mostra alterações semelhantes às encontradas nas miopatias (doenças musculares), com amplitude reduzida dos potenciais de ação muscular compostos (PAMCs); eles resolvem quando o tratamento foi iniciado.
A paralisia periódica tirotóxica é distinguida de outras formas de paralisia periódica (especialmente paralisia periódica hipocalêmica) com testes de função da tireoide no sangue. Estas são normais nas outras formas, e na tireotoxicose os níveis de tiroxina e triiodotironina são elevados, com resultante supressão da produção de TSH pela glândula pituitária. Várias outras investigações são geralmente realizadas para separar as diferentes causas do hipertireoidismo.

## Tratamento

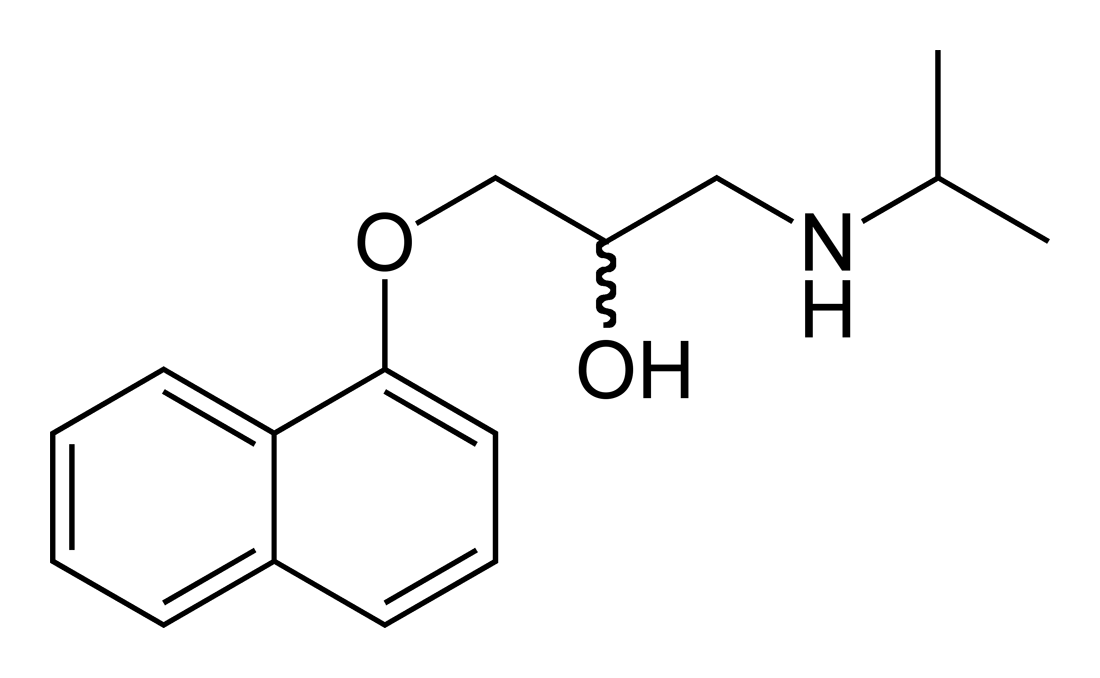
O beta-bloqueador não seletivo propranolol pode melhorar rapidamente os sintomas do hipertiroidismo, incluindo ataques de PPT.

Na fase aguda de um ataque, a administração de potássio restaura rapidamente a força muscular e previne complicações. No entanto, recomenda-se cautela, pois a quantidade total de potássio no organismo não é diminuída, e é possível que os níveis de potássio ultrapassem (a "hipercaliemia de rebote"); recomenda-se, portanto, infusões lentas de cloreto de potássio enquanto se inicia outro tratamento.
Os efeitos do excesso de hormônio tireoidiano normalmente respondem à administração de um betabloqueador não seletivo, como o propranolol (como a maioria dos sintomas é causada pelo aumento dos níveis de adrenalina e seu efeito sobre os receptores β-adrenérgicos). Ataques subsequentes podem ser evitados evitando-se precipitantes conhecidos, como ingestão elevada de sal ou carboidratos, até que a doença da tireoide tenha sido adequadamente tratada.
O tratamento da doença da tireoide geralmente leva à resolução dos ataques de paralisia. Dependendo da natureza da doença, o tratamento pode consistir em tireostáticos (medicamentos que reduzem a produção do hormônio tireoidiano), radioiodo ou, ocasionalmente, cirurgia da tireoide.

## Epidemiologia
A paralisia periódica tirotóxica ocorre predominantemente em homens de ascendência chinesa, japonesa, vietnamita, filipina e coreana, assim como os tailandeses, com taxas muito mais baixas em pessoas de outras etnias. Em pessoas chinesas e japonesas com hipertiroidismo, 1,8 a 1,9% experimentam a PPT. Isto está em contraste com a América do Norte, onde os estudos relatam uma taxa de 0,1 a 0,2%. Nativos americanos, que compartilham um passado genético com os asiáticos orientais, correm um risco maior.
A idade típica de início é de 20 a 40 anos. Não se sabe por que os homens são predominantemente afetados, com as taxas sendo 17 a 70 vezes as do sexo feminino, apesar de a superatividade da tireoide ser muito mais comum em mulheres.

## História

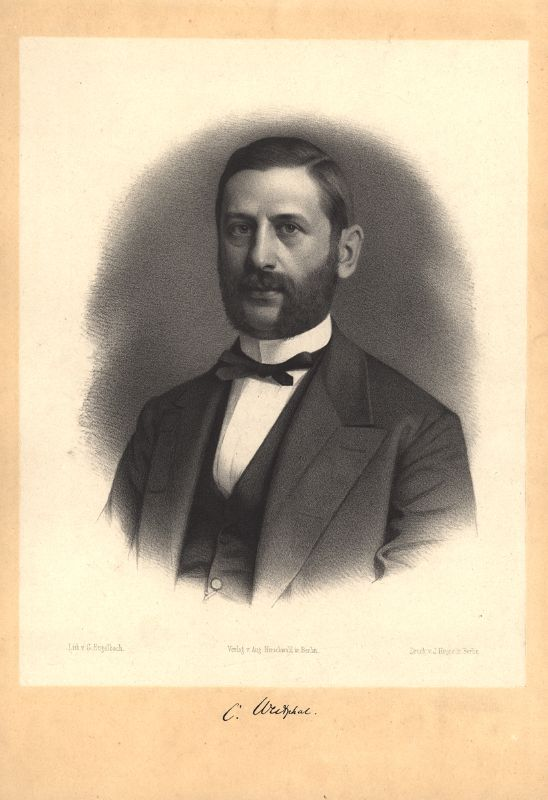
Carl Friedrich Otto Westphal

Após vários relatos de casos nos séculos XVIII e XIX, a paralisia periódica foi descrita pela primeira vez na íntegra pelo neurologista alemão Carl Friedrich Otto Westphal em 1885. Em 1926, o médico japonês Tetsushiro Shinosaki, de Fukuoka, observou a alta taxa de doenças da tireoide em japoneses com paralisia periódica. O primeiro relatório em inglês, em 1931, originou-se de Dunlap e Kepler, médicos da Mayo Clinic; eles descreveram a condição num paciente com características da doença de Graves. Em 1937, a paralisia periódica estava ligada à hipocalemia, assim como à precipitação de ataques com glicose e insulina. Esse fenômeno tem sido usado como teste de diagnóstico.
Em 1974, descobriu-se que o propranolol poderia impedir ataques. O conceito de canalopatia e a ligação com mutações específicas do canal iônico emergiram no final do século XX.